# 平岗镇 (西丰县)
平岗镇是中国辽宁省铁岭市西丰县下辖的一个镇。

## 行政区划
平岗镇下辖平岗社区、平岗村、宝来村、碱厂村、吉祥村、文华村、杏岭村、英华村、杨木村、三合村。